# Ansejské dohody
Ansejské dohody představují komplex smluv Japonska s evropskými státy a USA, které znamenaly konec izolace Japonska a začlenily ho do sféry světového obchodu. Dohody byly pojmenovány podle japonské éry Ansei, která trvala od roku 1854 až do roku 1860.

## Předehra
Do 18. století bylo Japonsko zcela uzavřené světu. Diplomatické styky udržovalo jen s Koreou (která se v té době považovala za vazala Číny) a Okinawou. Další kontakty měli Japonci s Nizozemci, kteří směli obchodovat na ostrůvku Dedžima a především pak obchodní styky s dynastií Čching.
Na přelomu 17. a 18. století si Japonsko uvědomilo možné nebezpečí infiltrace evropských mocností na ostrovy. Poddaným byl nařízen zákaz opouštět území Japonska. Roku 1792 bylo předáno poselství carevny Kateřiny II., ve kterém se Rusko neúspěšně snažilo prostřednictvím svého posla Adama Laksmana o navázání styků. Roku 1804 vplula další ruská loď pod velením Nikolaje Rezanova do přístavu Nagasaki. Tam však zůstala stát několik měsíců bez možnosti navázání kontaktu s Japonci. Poté, co došla kapitánovi trpělivost, přístav opustil, což vedlo ke zhoršení vztahů Ruska vůči Japonsku.
V rámci napoleonských válek pátraly britské lodě na Dálném východě po Francouzích. Při jedné takové výpravě roku 1808 zabloudila loď Phaeton do japonského přístavu a uskutečnila tak první britsko-japonský kontakt. Spojené státy vyslaly k japonským břehům loď vedenou komodorem Jamesem Biddlem, který měl příkaz k uctivému chování, což ovšem považoval za slabošské a nic tak nevyjednal.

## Smluvní akty

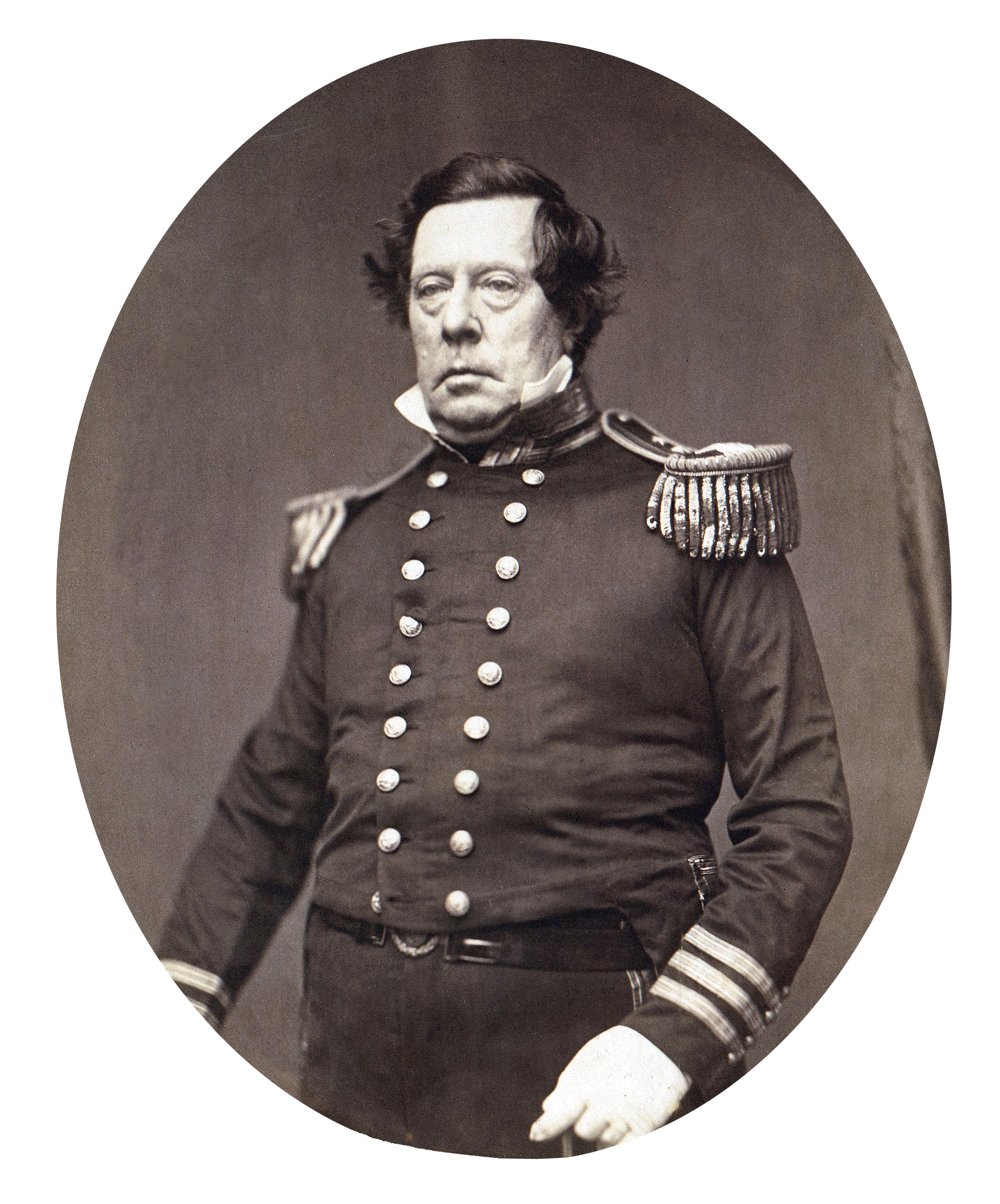
Komodor Matthew C. Perry

V roce 1852 z příkazu amerického prezidenta Filmorea vyplula druhá výprava. Tuto námořní vojenskou expedici vedl komodor Matthew Calbraith Perry. Roku 1853 přistál před Edem (dnešní Tokio) a předal šógunovi prezidentův dopis, ve kterém jej žádal o navázání obchodních styků. Šógun se po poradě s knížaty rozhodl k vyhýbavé odpovědi. Cílem bylo odplutí Perryho výpravy bez jakéhokoli navázání styků. Americká posádka odjela, ovšem za půl roku se vrátila s dalšími sedmi loděmi a v Tokijském zálivu zahájila vojenské manévry, jakožto demonstraci síly. V reakci na to přistupuje Japonsko k jednání a pod tlakem podepisuje první právní akt – japonsko-americkou smlouvu o míru a přátelství, tzv. Kanagawskou z 31. března 1854. Poté dochází k uzavření analogických smluv s Velkou Británií (1854), Ruskem (1855) a Nizozemskem (1856). Tyto asymetrické smlouvy znevýhodňovaly Japonsko, které se v nich zavázalo otevřít své přístavy Hakodate, Nagasaki a Šimodu cizím lodím.
V roce 1856 přijíždí americký konzul Harris dojednat japonsko-americkou obchodní smlouvu, která je signována o dva roky později a na níž navazuje nová řada smluvních aktů s Velkou Británií, Ruskem, Francií a Nizozemskem, kterými tyto země významným způsobem rozšířily svá práva na území Japonska. Došlo ke zrušení japonské celní autonomie a cizincům bylo potvrzeno právo exteritoriality, avšak měli zakázáno vzdalovat se od pobřeží na více než 20-30 km, dále pak byl rozšířen seznam přístupných přístavů, včetně Tokia a Ósaky. Šógun se snažil omezovat vývoz z Japonska, přesto mnoho komodit zdražilo (např. rýže dvojnásobně).

## Důsledky
Ansejské smlouvy měly za následek významnou vnitropolitickou krizi na ostrovech. Císař ač nezasahoval do politiky šógunátu, s podepsanými obchodními smlouvami nesouhlasil. V Japonsku zesílila samurajská opozice a od roku 1859 se množily atentáty na cizince. Roku 1868 se šógunát hroutí a tzv. "palácovou revolucí" (Meidži išin) nastupuje osvícené období Meidži.
Ansejské smlouvy však nevytvořily podmínky pro případný koloniální zábor země, nýbrž byly impulsem k reformním krokům období Meidži a modernizaci japonského císařství. Tokio se snažilo o korekci smluv. Největším úspěchem v tomto úsilí bylo dosažení zrušení exteritoriality v letech 1894-1899 a obnovení autonomie celého Japonska v roce 1911.